# Литјенбург
Литјенбург (њем. Lütjenburg) град је у њемачкој савезној држави Шлезвиг-Холштајн. Једно је од 84 општинска средишта округа Плен. Према процјени из 2010. у граду је живјело 5.522 становника. Посједује регионалну шифру (AGS) 1057048.

## Географски и демографски подаци
Литјенбург се налази у савезној држави Шлезвиг-Холштајн у округу Плен. Град се налази на надморској висини од 33 метра. Површина општине износи 6,2 km². У самом граду је, према процјени из 2010. године, живјело 5.522 становника. Просјечна густина становништва износи 898 становника/km².

## Међународна сарадња
| Мјесто  | Држава    | Врста сарадње | Од    |
| ------- | --------- | ------------- | ----- |
|         | Француска | партнерство   | 1984. |
| Раквере | Естонија  | контакт       | 2000. |
| Извор   |           |               |       |